# FAI Cup 2020
La FAI Cup 2020, denominata Extra.ie FAI Cup per ragioni di sponsorizzazione, è stata la 97ª edizione della competizione, iniziata il 10 agosto 2020 e conclusa il 6 dicembre dello stesso anno. Lo Shamrock Rovers era la squadra campione in carica. Il Dundalk ha conquistato il trofeo per la dodicesima volta nella sua storia.

## Formula del torneo
A causa della stagione abbreviata, dovuta al perdurare dell'emergenza COVID-19, alla FAI Cup 2020 partecipano solo i club di SSE Airtricity League che partecipano alle competizioni di questa stagione.
| Turno            | Numero di incontri | Squadre | Entrano a questo turno                                    | Date              |
| ---------------- | ------------------ | ------- | --------------------------------------------------------- | ----------------- |
| Primo turno      | 3                  | 19 → 16 | 5 squadre di Premier Division 1 squadra di First Division | 10/11 agosto 2020 |
| Secondo turno    | 8                  | 16 → 8  | 5 squadre di Premier Division 8 squadra di First Division | 30 agosto 2020    |
| Quarti di finale | 4                  | 8 → 4   | –                                                         | 20 novembre 2020  |
| Semifinali       | 2                  | 4 → 2   | –                                                         | 29 novembre 2020  |
| Finale           | 1                  | 2 → 1   | –                                                         | 6 dicembre 2020   |

## Primo turno
Il sorteggio è stato effettuato il 14 luglio 2020.
| Squadra 1      | Risultato   | Squadra 2        |
| -------------- | ----------- | ---------------- |
| 10 agosto 2020 |             |                  |
| Finn Harps     | 1 – 0       | St Patrick's     |
| 11 agosto 2020 |             |                  |
| Cork City      | 1 – 0 (dts) | Longford Town    |
| Dundalk        | 1 – 0       | Waterford United |

## Secondo turno
Il sorteggio è stato effettuato il 14 agosto 2020.
| Squadra 1       | Risultato   | Squadra 2      |
| --------------- | ----------- | -------------- |
| 28 agosto 2020  |             |                |
| Athlone Town    | 5 – 3 (dts) | Wexford Youths |
| Galway Utd      | 2 – 5       | Shelbourne     |
| 29 agosto 2020  |             |                |
| Drogheda Utd    | 0 – 2       | Derry City     |
| Bray Wanderers  | 0 – 2       | Finn Harps     |
| 30 agosto 2020  |             |                |
| Cobh Ramblers   | 0 – 2       | Dundalk        |
| UCD             | 1 – 3       | Sligo Rovers   |
| 31 agosto 2020  |             |                |
| Shamrock Rovers | 2 – 1       | Cork City      |
| Bohemians       | 2 – 0       | Cabinteely     |

## Quarti di finale
| Squadra 1        | Risultato       | Squadra 2       |
| ---------------- | --------------- | --------------- |
| 31 ottobre 2020  |                 |                 |
| Athlone Town     | 4 – 1           | Shelbourne      |
| 20 novembre 2020 |                 |                 |
| Finn Harps       | 2 – 3           | Shamrock Rovers |
| Bohemians        | 1 – 4           | Dundalk         |
| 25 novembre 2020 |                 |                 |
| Sligo Rovers     | 0 – 0 (3-1 dtr) | Derry City      |

## Semifinali
| Squadra 1        | Risultato | Squadra 2    |
| ---------------- | --------- | ------------ |
| 29 novembre 2020 |           |              |
| Shamrock Rovers  | 2 – 0     | Sligo Rovers |
| Athlone Town     | 0 – 11    | Dundalk      |

## Finale
| Arbitro: | Rob Harvey |

|                      |           |                                           |
| Greene 51’ Lopes 74’ | Marcatori | 68’, 71’ (rig.), 117’ McMillan 110’ Hoare |